# Partido José C. Paz
José C. Paz ist ein Partido im Süden der Provinz Buenos Aires in Argentinien. Der Verwaltungssitz ist die gleichnamige Stadt José C. Paz. Laut einer Schätzung von 2019 hat der Partido 303.896 Einwohner auf 50 km².

## Gliederung
Der Partido José C. Paz ist, im Gegensatz zu anderen Partidos der Provinz Buenos Aires, nicht geographisch in Ortschaften (Localidades) unterteilt. Er besteht stattdessen aus 72 Stadtteilen.